# Czechow
Czechow (ros. Чехов) – miasto w Rosji, w obwodzie moskiewskim, 60 km na południe od Moskwy. Centrum administracyjne rejonu czechowskiego. W 2021 roku liczyło 71,0 tys. mieszkańców. W mieście znajduje się antybalistyczny radar wczesnego ostrzegania, wchodzący w skład moskiewskiego systemu obrony antybalistycznej oraz stacja kolejowa na linii Moskwa – Tuła.

## Historia
Podwaliny miastu dała osada handlowa Łopasnia, założona w 1176 roku, (wzmianka w kronice o „wołosti łopasnienskiej”). W 1920 roku nazwę zmieniono na Czornoje Oziero, by przywrócić poprzednią (Łopasnia) – w roku 1936. Od 1954 miasto nosi nazwę Czechow, upamiętniając postać pisarza rosyjskiego – Antona Czechowa.

## Sport
- Witiaź Czechow – klub hokejowy w latach 2003–2013 (1996–2003 i od 2013 Witiaź Podolsk)
- Czechowskije Miedwiedi – klub piłki ręcznej mężczyzn

## Miasta partnerskie
- Dubosary, Naddniestrze
- Fastów, Ukraina
- Kopyl, Białoruś
- Nowogród Siewierski, Ukraina
- Rejon Oczamczyra, Abchazja
- Pazardżik, Bułgaria
- Przybram, Czechy
- Rejon krasnogwardijski, Ukraina
- Saratoga Springs, Stany Zjednoczone

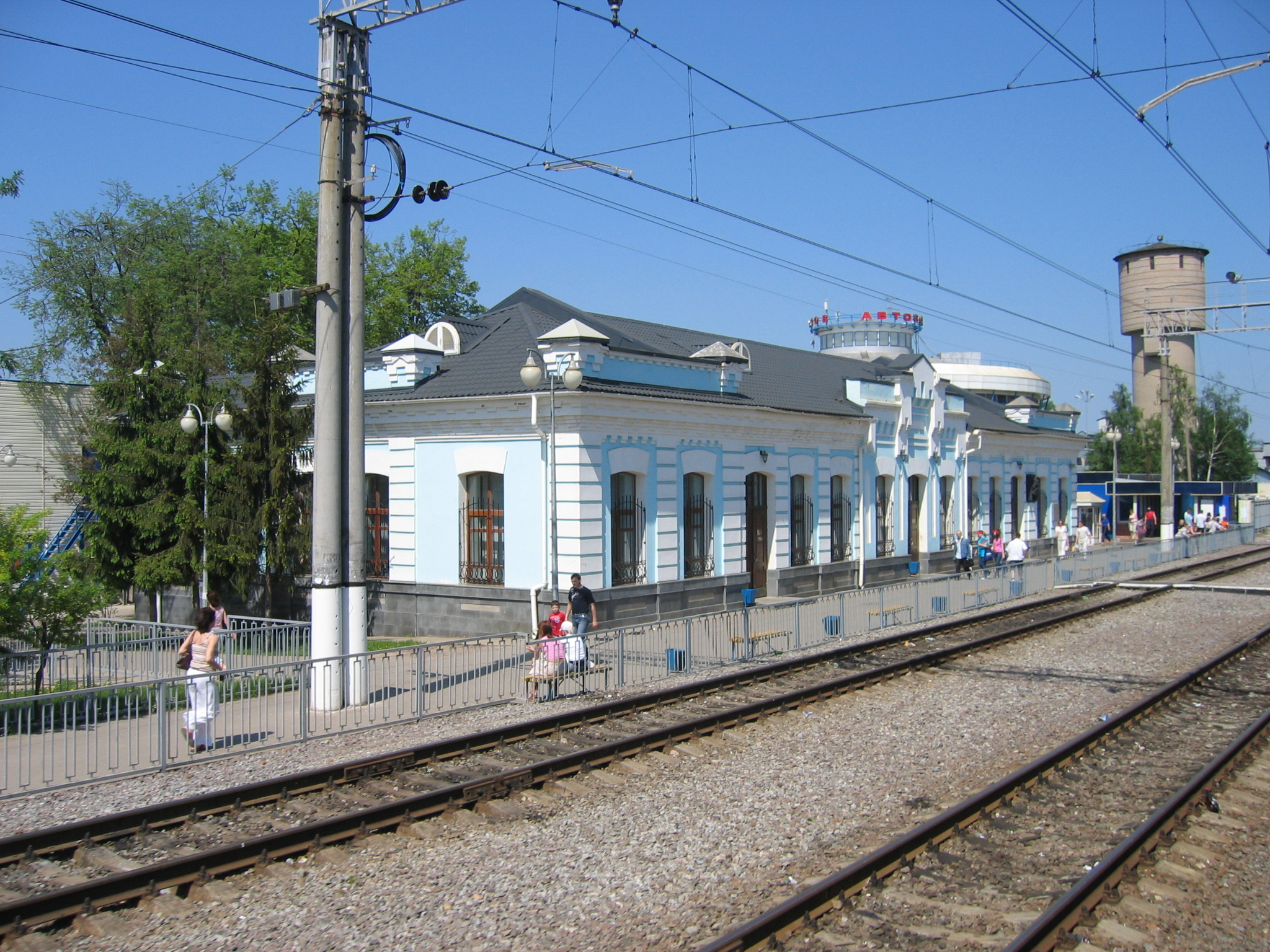
Dworzec kolejowy w Czechowie